# Hans Walter Gabler
Hans Walter Gabler (geboren 21. Januar 1938 in Saalfeld/Saale) ist ein deutscher Anglist und Editionswissenschaftler.

## Leben

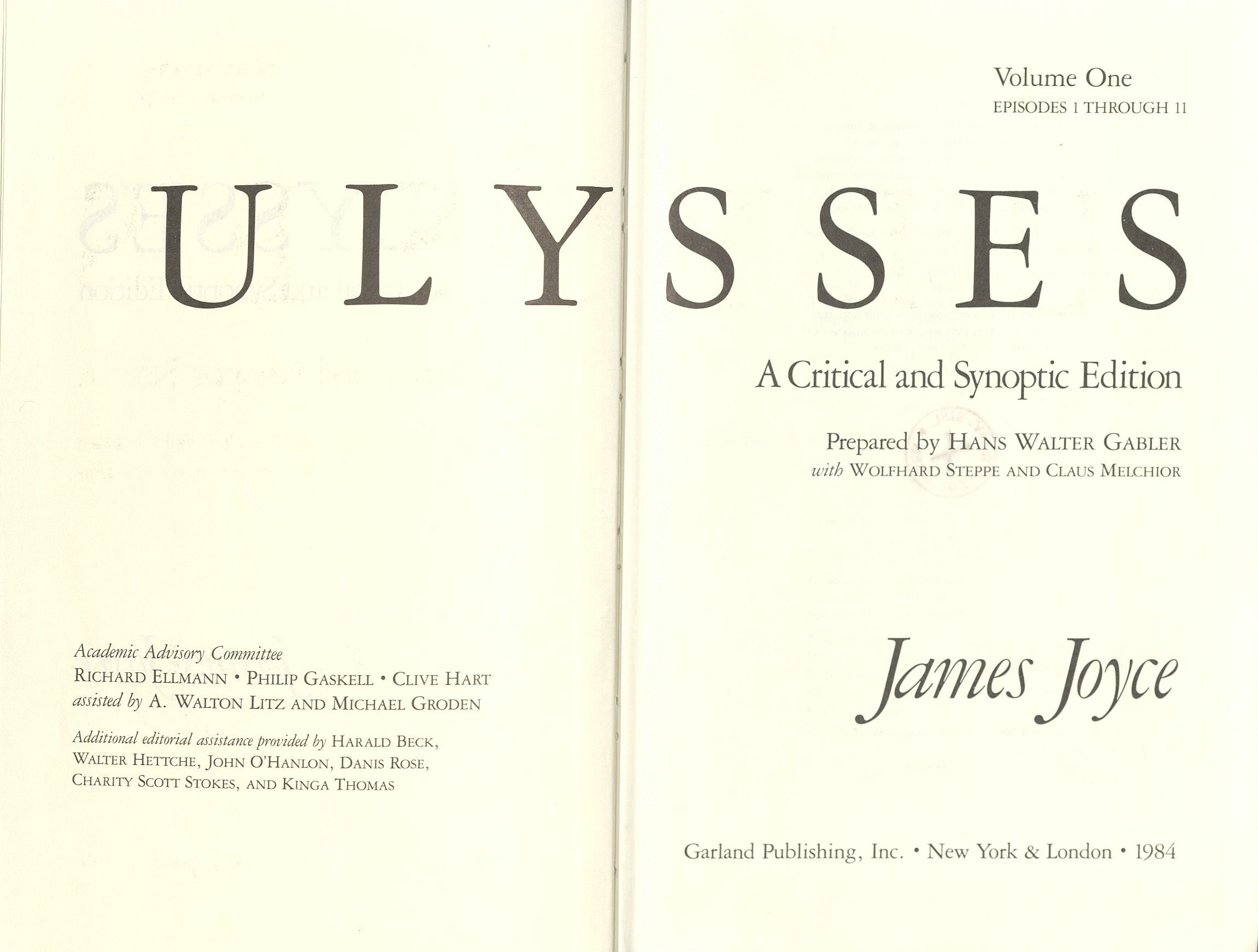
Kritische Ausgabe von Ulysses (1984)

Hans Walter Gabler ist ein Sohn des technischen Kaufmanns Hans Gabler und der Sofie Mende. Er besuchte von 1944 bis 1949 die Schule in Stockholm, anschließend die Hellenstein-Oberschule in Heidenheim und machte das Abitur an der Rudolf-Koch-Schule in Offenbach am Main. Ab 1957 studierte er Anglistik und Germanistik in Frankfurt am Main, Uppsala und Saarbrücken und legte 1962 in München das erste Staatsexamen ab. Er arbeitete als Assistent in Southampton und Cambridge, wurde 1965 beim Shakespeareforscher Wolfgang Clemen in München mit einer Dissertation zum Elisabethanischen Theater promoviert und leitete zunächst die von Clemen in München eingerichtete Shakespeare-Bibliothek.
Gabler wurde 1981 Professor für Englische Philologie und Editionswissenschaft an der Universität München. Von 1996 bis 2002 leitete er an der LMU das Graduiertenkolleg „Textkritik als Grundlage und Methode der historischen Wissenschaften“. Gabler wurde 2003 emeritiert. Seit 2007 ist er Senior Research Fellow am Institute of English Studies an der Universität London. Gabler ist seit 2009 ordentliches Mitglied des Münchner Zentrums für Editionswissenschaft.
Gabler ist Herausgeber der kritischen Ausgaben von James Joyce’ Ulysses (1984/1986), A Portrait of the Artist as a Young Man und Dubliners (beide 1993). Er erforscht Handschriften von James Joyce und Virginia Woolf. 2018 wurde er zum Honorary Trustee der International James Joyce Foundation ernannt.
Gabler war in erster Ehe mit der Ärztin Elisabeth Sandberger verheiratet. Von den beiden Kindern ist die Tochter Anna Gabler eine bekannte Sopranistin.

## Schriften (Auswahl)

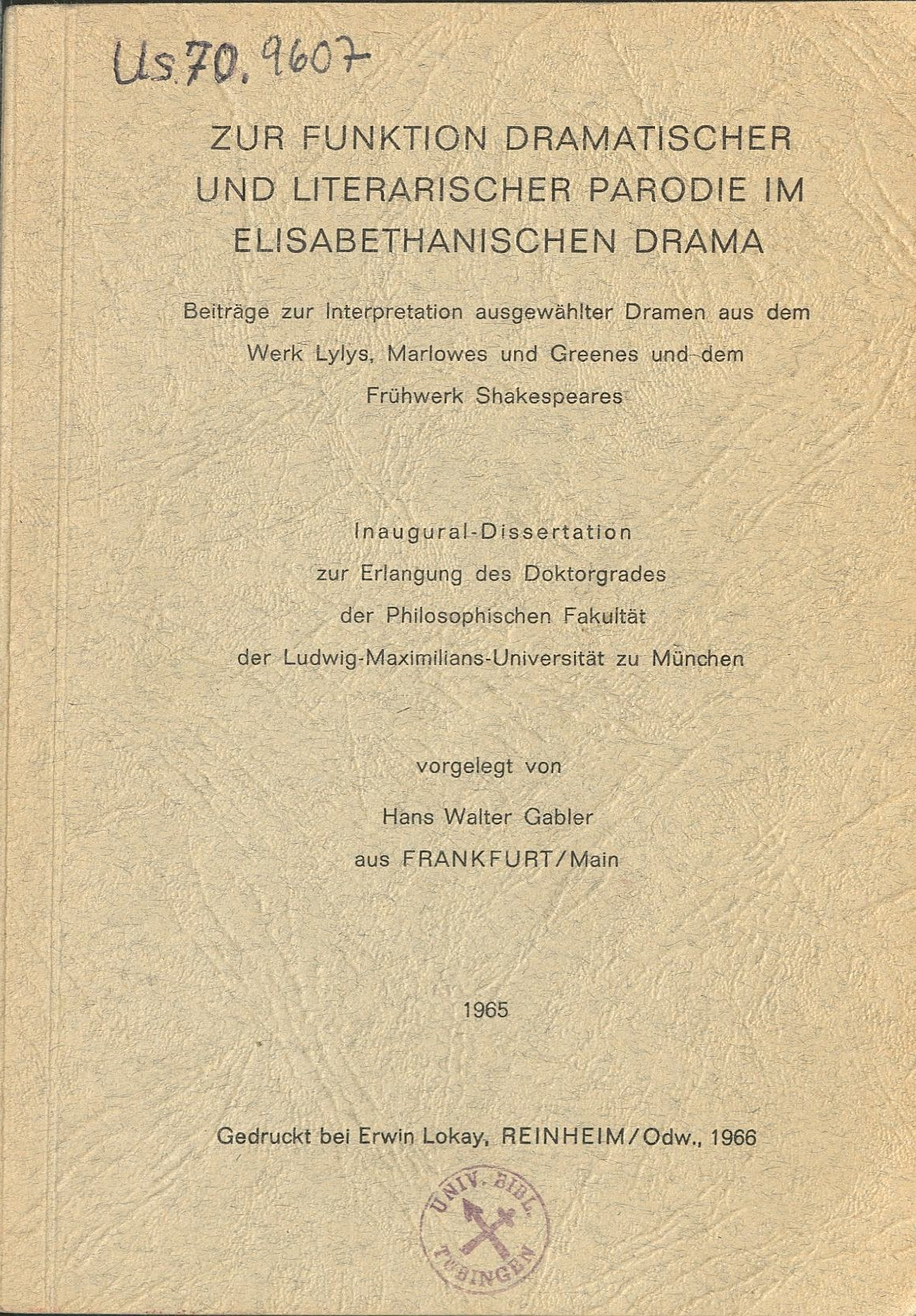
Dissertation (1966)

- Zur Funktion dramatischer und literarischer Parodie im elisabethanischen Drama: Beiträge zur Interpretation ausgewählter Dramen aus dem Werk Lylys, Marlowes und Greenes und dem Frühwerk Shakespeares. Reinheim: Lokay, 1966. Diss. München 1965
- English Renaissance studies in German, 1945–1967: a check-list of German, Austrian, and Swiss academic theses, monographs, and book publications on english language and literature, c. 1500–1650 / compiled at the Shakespeare Bibliothek München. Ed., with an introd., Engl. title versions, and an index in Engl. Heidelberg: Quelle & Meyer, 1971
- Wolfhard Steppe, Hans Walter Gabler: A Handlist to James Joyce’s “Ulysses”. New York City: Garland Publishing, 1985
- Ulysses: the corrected text. New York: Random House, 1986
- Ulysses. London: Bodley Head, 1989
- Contemporary German editorial theory. Ann Arbor: Univ. of Michigan Press, 1995
- The restored “Finnegans wake”. London: Penguin Classics, 2012